# Polzada de mercuri
Polzada de mercuri, inHg, o "Hg és una Unitat de mesura de pressió. Encara és àmpliament utilitzada a Nord-amèrica per determinar la pressió baromètrica en informacions metereològiques i per l'aviació dels Estats Units, però fora d'aquests àmbits es considera obsoleta.
Es defineix com la pressió exercida per una columna de mercuri d'1 polzada d'alçada a 32 ° F (0 ° C) en condicions de gravetat estàndard.
1 inHg = 3.386,389 pascals a 0 °C.
Els avions que operen a major altitud (per sobre el que es diu altitud de Transició, que varia segons el país) estableixen els seus altímetres baromètrics a una pressió estàndard de 29,92 inHg o 1.013,2 hPa (1 hPa = 1 mbar), independentment de la pressió real a nivell del mar. Als EUA i al Canadà fan servir les polzades de mercuri. Les lectures de l'altímetre resultants es coneixen com a nivell de vol.
Els avions amb motor de pistó i hèlix de velocitat constant també fan servir polzades de mercuri per mesurar la pressió del col·lector, el que indica la potència dels motors produïts.